# Carl Magnus Robsahm
Carl Magnus Robsahm, född 18 mars 1735 på Vissboda i Lerbäcks socken, död 14 juni 1819 på Mårsta i Hardemo socken, var en svensk brukspatron. Han var far till Carl Magnus af Robson.
Carl Magnus Robsahm var son till brukspatron Peter Robsahm och Ester Ester Toutin samt bror till Johan Ludvig Robsahm. Han blev student vid Uppsala universitet 1750, avlade där juridisk ämbetsexamen 1757 och blev efter en utrikesresa 1758 1759 auskultant i Bergskollegium. År 1762 slog han sig ned på sin egendom Vissboda och lät där uppföra Vissboda stålbruk, den första anläggning i Sverige, vid vilken bränningen verkställdes med vedbränsle. På äldre dagar sysslade han främst med sin i närheten av Vissboda belägna mer givande lantegendom Mårsta.